# Inhibition de contact
L'Inhibition de contact est le fait que de nombreuses cellules normales ou dérivant de cellules normales (en particulier des cellules épithéliales), mises en culture, se multiplient jusqu'à ce qu'elles aient formé une couche simple. Des protéines de jonction s'établissent entre ces cellules et provoquent le blocage des divisions cellulaires lorsque les cellules entrent en contact étroit les unes avec les autres (d'où le terme d'inhibition de contact). Les cellules dites "continues", c'est-à-dire immortelles, n'ont pas d'inhibition de contact. 
Une étude des cellules cancéreuses en culture a révélé que les signaux qui font normalement cesser la croissance n'ont aucun effet sur elles. Plus particulièrement, les cellules cancéreuses en culture sont insensibles à l'inhibition de contact.
Ce blocage fait intervenir des cascades de signalisation intracellulaires partant de ces protéines de jonction (notamment les cadhérines et les sélectines) et aboutissant sur des protéines de contrôle de la prolifération cellulaire. 
Les cellules cancéreuses continuent généralement de se diviser même après avoir formé une couche simple.